# Uwe Ralf Heer

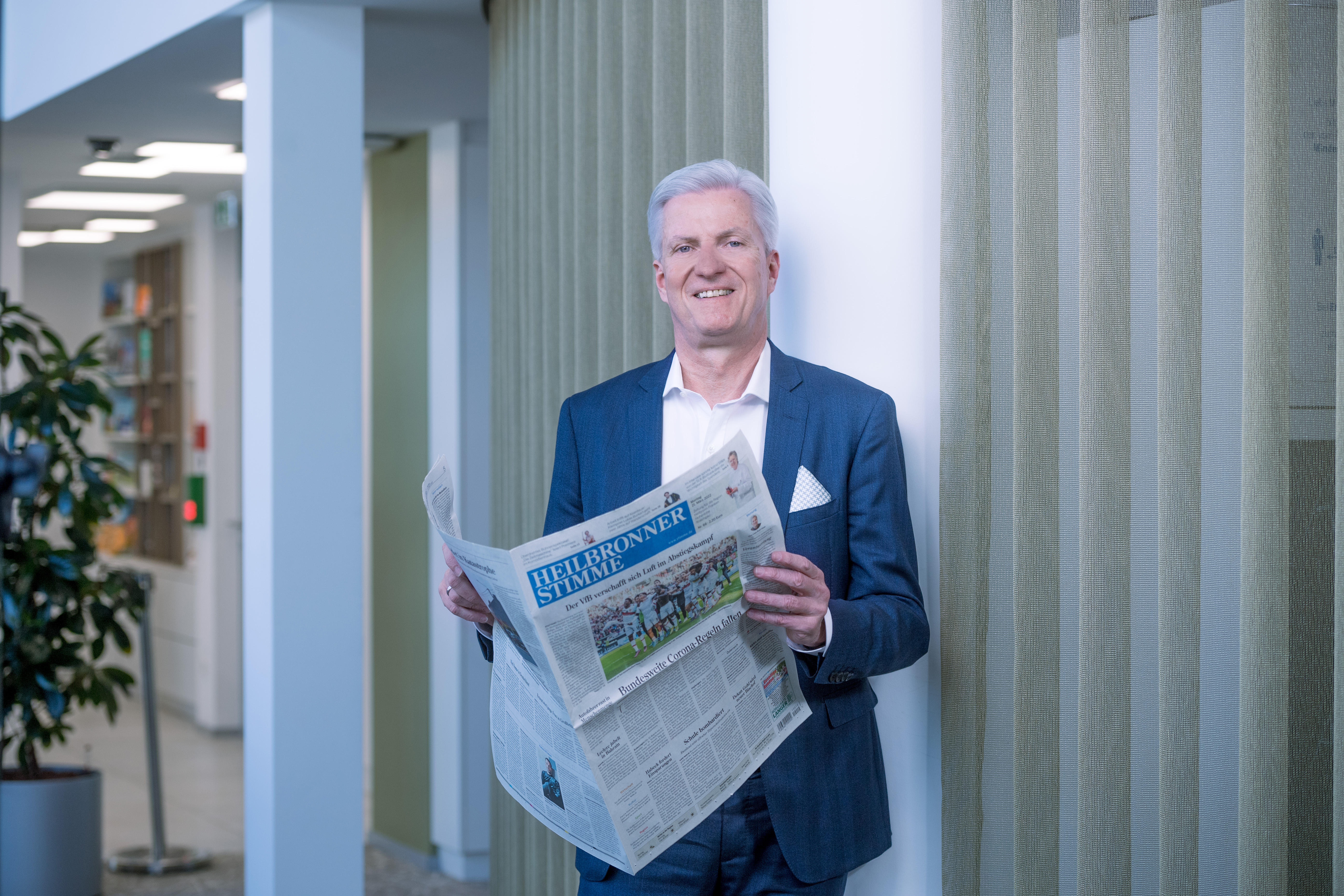
Porträt Uwe Ralf Heer (2023)

Uwe Ralf Heer (* 9. Dezember 1965 in Schorndorf) ist ein deutscher Journalist und Chefredakteur der Tageszeitung Heilbronner Stimme.

## Leben
Uwe Ralf Heer wuchs in Roigheim bei Heilbronn auf. Nach dem Abitur und einer kaufmännischen Ausbildung studierte er Germanistik, Geschichtswissenschaft und Politikwissenschaften. Er war anschließend Vertriebsleiter bei dem in Heilbronn erscheinenden Anzeigenblatt Neckar Express, ehe er 1991 als Redaktionsvolontär bei der Heilbronner Stimme (Teil der Stimme Mediengruppe) begann. Ralf Heer war in den folgenden sieben Jahren im Ressort Sport zunächst Redakteur, später stellvertretender Ressortleiter. Nach einem Abstecher als Sportchef des Wiesbadener Kuriers kehrte er 2001 zur Heilbronner Stimme zurück und übernahm als Redaktionsleiter die neu ins Leben gerufene Lokalausgabe Kraichgau Stimme in Eppingen. Ein Jahr später wechselte er als Redaktionsleiter zur Hohenloher Zeitung und leitete die Redaktionen Öhringen und Künzelsau.
2004 wurde Heer stellvertretender Chefredakteur der Heilbronner Stimme. Seit 1. Juli 2006 ist er Chefredakteur und Teil der Management-Runde der Stimme Mediengruppe. Er ist verantwortlich für die publizistischen Inhalte der Tageszeitung Heilbronner Stimme, der Onlinepräsenz, für stimme.tv, die Podcasts (u. a. Ist das Kunst?, Sagenstimme, Kriminalstimme) und weitere Online- und Live Formate wie Ohne Ausrede und 360 Grad.

## Multimedia
Seit 2007 erstellt Heer die von ihm eingeführte, wöchentlichen Video-Kolumne 360 Grad, von der seitdem mehr als 620 Folgen produziert wurden.
2022 verantwortete er das regionale Projekt „Zwölf Monate, zwölf Regionen“. 2023/2024 folgt das Projekt „24 Stunden, 24 Orte, 24 Geschichten“.
Im multimedialen Interview-Format „Ohne Ausrede – Der Live-Talk von Stimme.tv“ stellt sich 2023 jeweils ein Gesprächspartner 30 Minuten lang den Fragen von Uwe Ralf Heer. Die Folgen werden im Stimme-Gebäude „K 24“ direkt am Heilbronner Marktplatz gedreht. Das Interview wird live auf Stimme.de und auf dem Stimme-Kanal bei Youtube übertragen. Anschließend ist es auch als Podcast abrufbar. Die Zuschauer können vorab und im Live-Chat Fragen stellen.

## Belege
1. ↑  Autor, Manager, Moderator, Ideengeber: Uwe Ralf Heer ist seit 15 Jahren Chefredakteur - STIMME.de. Abgerufen am 20. April 2022.
2. ↑  Redaktion: Uwe Ralf Heer (Heilbronner Stimme) im Interview | Phonk. der Reporter. In: Phonk. Magazin. 13. Februar 2018, abgerufen am 20. April 2022 (deutsch).
3. ↑  Heimspiel für einen echten "Rechemer" - STIMME.de. Abgerufen am 20. April 2022.
4. ↑  Uwe Ralf Heer - STIMME.de. Abgerufen am 28. Juni 2023.
5. ↑  Unser Management, auf stimme-mediengruppe.de
6. ↑  Uwe Ralf Heer, auf kress.de
7. ↑  stimme.de
8. ↑  Podcasts, auf stimme.de
9. ↑  24-24-24
10. ↑  Ohne Ausrede

| Personendaten    | Personendaten        |
| ---------------- | -------------------- |
| NAME             | Heer, Uwe Ralf       |
| KURZBESCHREIBUNG | deutscher Journalist |
| GEBURTSDATUM     | 9. Dezember 1965     |
| GEBURTSORT       | Schorndorf           |